# 브뤼닉 고개
브뤼닉 고개(Brünig Pass)는 해발 1,008m의 고도에 위치해 베른고원과 스위스 중부를 연결하여 베른주의 마이링엔과 옵발덴주의 룽게른을 연결한다. 이 고개는 브리엔츠 호수와 툰 호수를 통해 흐르는 아레강 상류와 루체른 호수로 흘러드는 자르너 아강(Sarner Aa) 사이의 유역에 있다.
이 고개는 루체른과 인터라켄 사이에 있는 첸트랄반의 브뤼닉선과 교차 하며, 해당 노선의 브뤼닉-하슬리베르크역이 이 고개에 있다. 이 고개는 또한 루체른과 슈피츠 사이의 A8 고속도로와 교차한다. 철도 건널목과 도로 건널목은 일반적으로 겨울내내 개방되어 있다.
이 고개는 많은 하이킹의 시작 또는 끝 지점이다. 특히 인기 있는 노선은 양쪽 끝에서 철도로 접근할 수 있는 브리엔처 로트호른을 오가는 루트이다.
이 고개는 조지프 터너의 수채화 그림의 주제이며, ‘마이링엔에서 올라가는 브뤼닉 고개’(The Brunig Pass, from Meiringen)라는 제목으로 1847-8년경에 제작되었다.